# NGC 1705
NGC 1705 је елиптична галаксија у сазвежђу Сликар која се налази на NGC листи објеката дубоког неба.
Деклинација објекта је - 53° 21' 38" а ректасцензија 4h 54m 13,9s. Привидна величина (магнитуда) објекта NGC 1705 износи 11,8 а фотографска магнитуда 12,8. Налази се на удаљености од 5,367 милиона парсека од Сунца. NGC 1705 је још познат и под ознакама ESO 158-13, AM 0453-532, IRAS 04531-5326, PGC 16282.